# Ministère du Travail (Colombie)
Pour les articles homonymes, voir Ministère du Travail.
Le Ministère du Travail (espagnol : Ministerio de Trabajo) est le ministère colombien qui s'occupe de formuler et d'adopter des politiques, des plans généraux, des projets et des programmes de travail au niveau national. Il a été créé en 2011.

## Liste des ministres du Travail
| Période                        | Ministre               | Président          |
| ------------------------------ | ---------------------- | ------------------ |
| 31 octobre 2011 - 14 juin 2014 | Rafael Pardo           | Juan Manuel Santos |
| 14 juin 2014 - 7 août 2014     | José Noé Ríos          | Juan Manuel Santos |
| 11 août 2014 - 23 avril 2016   | Luis Eduardo Garzón    | Juan Manuel Santos |
| 25 avril 2016 - 5 mai 2017     | Clara López            | Juan Manuel Santos |
| 6 mai 2017 - 7 août 2018       | Griselda Restrepo      | Juan Manuel Santos |
| 7 août 2018 - 7 février 2020   | Alicia Arango          | Iván Duque         |
| 7 février 2020 - 7 août 2022   | Ángel Custodio Cabrera | Iván Duque         |
| 11 août 2022 - 9 février 2025  | Gloria Inés Ramírez    | Gustavo Petro      |
| Depuis le 18 février 2025      | Antonio Sanguino       | Gustavo Petro      |